# Verein für Leibesübungen Wolfsburg 2021-2022
Questa pagina raccoglie i dati riguardanti il V.f.L. Wolfsburg nelle competizioni ufficiali della stagione 2021-2022.

## Stagione
La stagione 2021-22 è stata la 77ª nella storia del club e la sua 25ª stagione nella massima divisione tedesca. Essa ha visto il Wolfsburg partecipare alla Bundesliga, per la venticinquesima stagione consecutiva, e alla Coppa di Germania; alla Champions League in ambito europeo.
Dopo che il 26 maggio 2021 il club ha dato l'addio al tecnico Oliver Glasner, passato all'Eintracht Francoforte, il 2 giugno successivo viene nominato nuovo allenatore l'olandese Mark van Bommel, il quale sottoscrive un contratto biennale.
Dopo l'eliminazione a tavolino in Coppa di Germania per i sei cambi contro il Preußen Münster, squadra di Regionalliga West, i Lupi raccolgono quattro vittorie consecutive in campionato, seguite poi da una serie di otto partite senza successi (tre pareggi e cinque sconfitte). Di conseguenza il 24 ottobre, a seguito di quattro sconfitte consecutive subite in campionato e con la squadra al nono posto in classifica e ultima nel girone di Champions, il club decide di sollevare dall'incarico il tecnico olandese e nominare il suo vice, il tedesco Michael Frontzeck, tecnico ad interim.
Il 26 ottobre viene scelto come nuovo tecnico il tedesco Florian Kohfeldt, il quale si lega al club biancoverde con un contratto fino al 30 giugno 2023.
Il 14 maggio 2022, con il pareggio interno per 2-2 contro i campioni del Bayern Monaco, conclude il campionato di Bundesliga al 12º posto.
Il 24 maggio 2022, a campionato concluso, annuncia come nuovo allenatore per la stagione successiva, il croato Niko Kovač.

## Maglie e sponsor
Lo sponsor tecnico, per la stagione 2021-2022, è Nike, mentre lo sponsor ufficiale che compare sulle divise rimane lo storico Volkswagen, marchio della multinazionale Volkswagen AG, proprietaria del club.
| Casa | Trasferta |

## Rosa
Rosa aggiornata al 5 febbraio 2022.
| N. |                        | Ruolo | Calciatore             |
| -- | ---------------------- | ----- | ---------------------- |
| 1  | Belgio (bandiera)      | P     | Koen Casteels          |
| 2  | Brasile (bandiera)     | D     | William                |
| 3  | Belgio (bandiera)      | D     | Sebastiaan Bornauw     |
| 4  | Francia (bandiera)     | D     | Maxence Lacroix        |
| 5  | Paesi Bassi (bandiera) | D     | Micky van de Ven       |
| 6  | Brasile (bandiera)     | D     | Paulo Otávio           |
| 7  | Croazia (bandiera)     | C     | Josip Brekalo          |
| 7  | Germania (bandiera)    | A     | Luca Waldschmidt       |
| 8  | Belgio (bandiera)      | C     | Aster Vranckx          |
| 9  | Paesi Bassi (bandiera) | A     | Wout Weghorst          |
| 9  | Germania (bandiera)    | A     | Max Kruse              |
| 10 | Germania (bandiera)    | A     | Lukas Nmecha           |
| 11 | Svizzera (bandiera)    | C     | Renato Steffen         |
| 12 | Austria (bandiera)     | P     | Pavao Pervan           |
| 14 | Svizzera (bandiera)    | A     | Admir Mehmedi          |
| 15 | Francia (bandiera)     | D     | Jérôme Roussillon      |
| 17 | Germania (bandiera)    | A     | Maximilian Philipp     |
| 18 | Irlanda (bandiera)     | D     | Anselmo García McNulty |
| 19 | Svizzera (bandiera)    | D     | Kevin Mbabu            |
| 20 | Germania (bandiera)    | C     | Ridle Baku             |
| 21 | Polonia (bandiera)     | A     | Bartosz Białek         |

| N. |                        | Ruolo | Calciatore            |
| -- | ---------------------- | ----- | --------------------- |
| 22 | Inghilterra (bandiera) | C     | Felix Nmecha          |
| 23 | Francia (bandiera)     | C     | Josuha Guilavogui     |
| 23 | Danimarca (bandiera)   | A     | Jonas Wind            |
| 24 | Austria (bandiera)     | C     | Xaver Schlager        |
| 25 | Stati Uniti (bandiera) | D     | John Anthony Brooks   |
| 27 | Germania (bandiera)    | C     | Max Arnold            |
| 28 | Belgio (bandiera)      | C     | Dodi Lukebakio        |
| 29 | Egitto (bandiera)      | A     | Omar Marmoush         |
| 30 | Germania (bandiera)    | P     | Niklas Klinger        |
| 31 | Germania (bandiera)    | C     | Yannick Gerhardt      |
| 33 | Germania (bandiera)    | A     | Daniel Ginczek        |
| 34 | Croazia (bandiera)     | D     | Marin Pongračić       |
| 35 | Germania (bandiera)    | P     | Philipp Schulze       |
| 40 | Brasile (bandiera)     | C     | João Victor           |
| 40 | Stati Uniti (bandiera) | D     | Kevin Paredes         |
| 41 | Stati Uniti (bandiera) | C     | Kobe Hernandez-Foster |
| 41 | Germania (bandiera)    | D     | Jannis Lang           |
| 42 | Germania (bandiera)    | C     | Dominik Marx          |
| 43 | Germania (bandiera)    | D     | Marcel Beifus         |
| 44 | Germania (bandiera)    | C     | Marvin Stefaniak      |

## Calciomercato

### Sessione estiva(dall'1/7 al 31/8)
| Acquisti | Acquisti           | Acquisti        | Acquisti                |
| R.       | Nome               | da              | Modalità                |
| -------- | ------------------ | --------------- | ----------------------- |
| D        | Sebastiaan Bornauw | Colonia         | definitivo (13,5 mln €) |
| D        | Micky van de Ven   | Volendam        | definitivo (3,5 mln €)  |
| D        | William            | Schalke 04      | fine prestito           |
| C        | Felix Nmecha       | Manchester City | svincolato              |
| C        | Elvis Rexhbeçaj    | Colonia         | fine prestito           |
| C        | Aster Vranckx      | Malines         | definitivo (8 mln €)    |
| A        | Ulysses Llanez     | Heerenveen      | fine prestito           |
| A        | Dodi Lukebakio     | Hertha Berlino  | prestito                |
| A        | Omar Marmoush      | St. Pauli       | fine prestito           |
| A        | Lukas Nmecha       | Manchester City | definitivo (8 mln €)    |
| A        | Maximilian Philipp | Dinamo Mosca    | riscattato (7,5 mln €)  |
| A        | Luca Waldschmidt   | Benfica         | definitivo (12 mln €)   |

| Cessioni | Cessioni           | Cessioni          | Cessioni               |
| R.       | Nome               | a                 | Modalità               |
| -------- | ------------------ | ----------------- | ---------------------- |
| P        | Lino Kasten        | St. Pölten        | prestito               |
| D        | Marcel Beifus      | St. Pauli         | definitivo (100.000 €) |
| D        | Jeffrey Bruma      | Kasımpaşa         | fine contratto         |
| D        | Marin Pongračić    | Borussia Dortmund | prestito               |
| D        | Tim Siersleben     | Heidenheim        | prestito               |
| C        | Josip Brekalo      | Torino            | prestito               |
| C        | Bryang Kayo        | Viktoria Berlino  | prestito               |
| C        | Dominik Marx       | TSV Immenrode     | svincolato             |
| C        | Elvis Rexhbeçaj    | Bochum            | prestito               |
| A        | Yun-sang Hong      | St. Pölten        | prestito               |
| A        | Ulysses Llanez     | St. Pölten        | prestito               |
| A        | Omar Marmoush      | Stoccarda         | prestito               |
| A        | Maximilian Philipp | Dinamo Mosca      | fine prestito          |
| A        | João Victor        | Al-Jazira         | definitivo             |

### Operazioni esterne(dall'1/9 al 2/1)
| Acquisti | Acquisti | Acquisti | Acquisti |
| R.       | Nome     | da       | Modalità |
| -------- | -------- | -------- | -------- |

| Cessioni | Cessioni              | Cessioni | Cessioni                 |
| R.       | Nome                  | a        | Modalità                 |
| -------- | --------------------- | -------- | ------------------------ |
| C        | Kobe Hernandez-Foster |          | risoluzione contrattuale |

### Sessione invernale(dal 3/1 all'1/2)
| Acquisti | Acquisti       | Acquisti         | Acquisti                |
| R.       | Nome           | da               | Modalità                |
| -------- | -------------- | ---------------- | ----------------------- |
| D        | Kevin Paredes  | D.C. United      | definitivo (6,3 mln €)  |
| C        | Jakub Kamiński | Lech Poznań      | definitivo              |
| C        | Bryang Kayo    | Viktoria Berlino | fine prestito           |
| A        | Max Kruse      | Union Berlino    | definitivo (5,0 mln €)  |
| A        | Jonas Wind     | Copenaghen       | definitivo (12,0 mln €) |

| Cessioni | Cessioni          | Cessioni           | Cessioni                |
| R.       | Nome              | a                  | Modalità                |
| -------- | ----------------- | ------------------ | ----------------------- |
| D        | Jannis Lang       | Erzgebirge Aue     | definitivo              |
| C        | Josuha Guilavogui | Bordeaux           | prestito                |
| C        | Bryang Kayo       | Norimberga II      | prestito                |
| C        | Marvin Stefaniak  | Kickers Würzburg   | risoluzione consensuale |
| A        | Daniel Ginczek    | Fortuna Düsseldorf | definitivo              |
| A        | Admir Mehmedi     | Antalyaspor        | definitivo              |
| A        | Wout Weghorst     | Burnley            | definitivo (15,0 mln €) |

### Operazioni esterne(dal 2/2 al 31/5)
| Acquisti | Acquisti | Acquisti | Acquisti |
| R.       | Nome     | da       | Modalità |
| -------- | -------- | -------- | -------- |

| Cessioni | Cessioni | Cessioni | Cessioni |
| R.       | Nome     | a        | Modalità |
| -------- | -------- | -------- | -------- |

## Risultati

### Bundesliga

#### Girone di andata
| Arbitro: | Willenborg |

|              |           |  |
| Weghorst 22’ | Marcatori |  |

| Arbitro: | Jöllenbeck |

|                      |           |                        |
| Lukebakio 60’ (rig.) | Marcatori | 74’ Baku 88’ L. Nmecha |

| Arbitro: | Stieler |

|                |           |  |
| Roussillon 52’ | Marcatori |  |

| Arbitro: | Hartmann |

|  |           |                              |
|  | Marcatori | 10’ L. Nmecha 90+1’ Weghorst |

| Arbitro: | Zwayer |

|              |           |             |
| Weghorst 70’ | Marcatori | 38’ Lammers |

| Arbitro: | Siebert |

|                                              |           |          |
| Kramarić 45+2’ Baumgartner 74’ Kadeřábek 82’ | Marcatori | 25’ Baku |

| Arbitro: | Willenborg |

|                 |           |                                   |
| Waldschmidt 25’ | Marcatori | 5’ Embolo 7’ Hofmann 90+5’ Scally |

| Arbitro: | Stegemann |

|                        |           |  |
| Awoniyi 49’ Becker 83’ | Marcatori |  |

| Arbitro: | Welz |

|  |           |                        |
|  | Marcatori | 27’ Lienhart 68’ Höler |

| Arbitro: | Aytekin |

|  |           |                          |
|  | Marcatori | 48’ L. Nmecha 51’ Arnold |

| Arbitro: | Fritz |

|               |           |  |
| L. Nmecha 14’ | Marcatori |  |

| Arbitro: | Petersen |

|                             |           |                            |
| Okugawa 11’ Klos 54’ (rig.) | Marcatori | 62’ Weghorst 63’ L. Nmecha |

| Arbitro: | Jablonski |

|             |           |                                     |
| Weghorst 2’ | Marcatori | 35’ (rig.) Can 55’ Malen 81’ Håland |

| Arbitro: | Badstübner |

|                                         |           |  |
| Burkardt 2’ Stach 4’ Lacroix 90’ (aut.) | Marcatori |  |

| Arbitro: | Stegemann |

|  |           |                            |
|  | Marcatori | 25’ Mavropanos 63’ Förster |

| Arbitro: | Hartmann |

|                           |           |                          |
| L. Nmecha 8’ Weghorst 51’ | Marcatori | 34’, 89’ Modeste 73’ Uth |

| Arbitro: | Welz |

|                                                  |           |  |
| Müller 7’ Upamecano 57’ Sané 59’ Lewandowski 87’ | Marcatori |  |

#### Girone di ritorno
| Arbitro: | Schlager |

|              |           |  |
| Pantović 65’ | Marcatori |  |

| Wolfsburg 15 gennaio 2022, ore 15:30 CET 19ª giornata | Wolfsburg | 0 – 0 referto | Hertha Berlino | Volkswagen-Arena (500 spett.)\| Arbitro: \| Hartmann \| |
| Arbitro:                                              | Hartmann  |               |                |                                                         |

| Arbitro: | Siebert |

|                        |           |  |
| Orban 76’ Gvardiol 84’ | Marcatori |  |

| Arbitro: | Petersen |

|                                        |           |                   |
| Vranckx 7’, 49’ Arnold 70’ Philipp 75’ | Marcatori | 44’ (rig.) Hrgota |

| Arbitro: | Willenborg |

|  |           |                                  |
|  | Marcatori | 28’ (rig.) Kruse 90+3’ Lukebakio |

| Arbitro: | Zwayer |

|          |           |                         |
| Wind 36’ | Marcatori | 73’ Larsen 78’ Kramarić |

| Arbitro: | Reichel |

|                       |           |                     |
| Thuram 42’ Embolo 82’ | Marcatori | 6’ Wind 33’ Bornauw |

| Arbitro: | Ittrich |

|                    |           |  |
| Awoniyi 24’ (aut.) | Marcatori |  |

| Arbitro: | Petersen |

|                                 |           |                      |
| Grifo 7’, 44’ Schlotterbeck 87’ | Marcatori | 52’ Kruse 84’ Arnold |

| Arbitro: | Brych |

|  |           |                     |
|  | Marcatori | 86’, 90+2’ Paulinho |

| Arbitro: | Stegemann |

|                                        |           |  |
| Iago 1’ Niederlechner 62’ Pedersen 69’ | Marcatori |  |

| Arbitro: | Brand |

|                                         |           |  |
| L. Nmecha 11’, 38’ Arnold 48’ Kruse 53’ | Marcatori |  |

| Arbitro: | Schröder |

|                                                         |           |          |
| Rothe 24’ Witsel 26’ Akanji 28’ Can 35’ Håland 38’, 54’ | Marcatori | 82’ Baku |

| Arbitro: | Osmers |

|                                           |           |  |
| Wind 8’, 42’ Kruse 24’ (rig.), 35’, 45+2’ | Marcatori |  |

| Arbitro: | Jablonski |

|             |           |            |
| Führich 89’ | Marcatori | 13’ Brooks |

| Arbitro: | Stieler |

|  |           |              |
|  | Marcatori | 43’ Gerhardt |

| Arbitro: | Hartmann |

|                    |           |                              |
| Wind 45’ Kruse 58’ | Marcatori | 17’ Stanišić 40’ Lewandowski |

### Coppa di Germania
| Arbitro: | Dingert |

|               |           |                                       |
| Hoffmeier 74’ | Marcatori | 90’ Brekalo 103’ Weghorst 120+1’ Baku |

### Champions League

#### Fase a gironi
| Villeneuve-d'Ascq 14 settembre 2021, ore 21:00 CEST 1ª giornata | Lilla          | 0 – 0 referto | Wolfsburg | Stadio Pierre Mauroy (34 314 spett.)\| Arbitro: \| Danny Makkelie \| |
| Arbitro:                                                        | Danny Makkelie |               |           |                                                                      |

| Arbitro: | Georgi Kabakov |

|             |           |                    |
| Steffen 48’ | Marcatori | 87’ (rig.) Rakitić |

| Arbitro: | Daniele Orsato |

|                           |           |               |
| Adeyemi 3’ Okafor 65’, 7’ | Marcatori | 15’ L. Nmecha |

| Arbitro: | Artur Soares Dias |

|                       |           |           |
| Baku 3’ L. Nmecha 60’ | Marcatori | 30’ Wöber |

| Arbitro: | Cüneyt Çakır |

|                      |           |  |
| Jordán 12’ Mir 90+7’ | Marcatori |  |

| Arbitro: | Daniele Orsato |

|             |           |                                |
| Steffen 89’ | Marcatori | 11’ Yılmaz 72’ David 78’ Gomes |

## Statistiche
Statistiche aggiornate al 14 maggio 2022.

### Statistiche di squadra
| Competizione          | Punti         | In casa | In casa | In casa | In casa | In casa | In casa | In trasferta | In trasferta | In trasferta | In trasferta | In trasferta | In trasferta | Totale | Totale | Totale | Totale | Totale | Totale | DR  |
| Competizione          | Punti         | G       | V       | N       | P       | Gf      | Gs      | G            | V            | N            | P            | Gf           | Gs           | G      | V      | N      | P      | Gf     | Gs     | DR  |
| --------------------- | ------------- | ------- | ------- | ------- | ------- | ------- | ------- | ------------ | ------------ | ------------ | ------------ | ------------ | ------------ | ------ | ------ | ------ | ------ | ------ | ------ | --- |
| Bundesliga            | 42            | 17      | 7       | 3       | 7       | 25      | 21      | 17           | 5            | 3            | 9            | 18           | 33           | 34     | 12     | 6      | 16     | 43     | 54     | -11 |
| Coppa di Germania     | Primo turno   | 0       | 0       | 0       | 0       | 0       | 0       | 1            | 0            | 0            | 1            | 0            | 2            | 1      | 0      | 0      | 1      | 0      | 2      | -2  |
| UEFA Champions League | Fase a gironi | 3       | 1       | 1       | 1       | 4       | 5       | 3            | 0            | 1            | 2            | 1            | 5            | 6      | 1      | 2      | 3      | 5      | 10     | -5  |
| Totale                | -             | 20      | 8       | 4       | 8       | 29      | 26      | 21           | 5            | 4            | 12           | 19           | 40           | 41     | 13     | 8      | 20     | 48     | 66     | -18 |

### Andamento in campionato
| Giornata  | 1 | 2 | 3 | 4 | 5 | 6 | 7 | 8 | 9 | 10 | 11 | 12 | 13 | 14 | 15 | 16 | 17 | 18 | 19 | 20 | 21 | 22 | 23 | 24 | 25 | 26 | 27 | 28 | 29 | 30 | 31 | 32 | 33 | 34 |
| --------- | - | - | - | - | - | - | - | - | - | -- | -- | -- | -- | -- | -- | -- | -- | -- | -- | -- | -- | -- | -- | -- | -- | -- | -- | -- | -- | -- | -- | -- | -- | -- |
| Luogo     | C | T | C | T | C | T | C | T | C | T  | C  | T  | C  | T  | C  | C  | T  | T  | C  | T  | C  | T  | C  | T  | C  | T  | C  | T  | C  | T  | C  | T  | T  | C  |
| Risultato | V | V | V | V | N | P | P | P | P | V  | V  | N  | P  | P  | P  | P  | P  | P  | N  | P  | V  | V  | P  | N  | V  | P  | P  | P  | V  | P  | V  | N  | V  | N  |
| Posizione | 5 | 1 | 1 | 1 | 2 | 3 | 5 | 6 | 9 | 7  | 4  | 6  | 7  | 8  | 11 | 11 | 13 | 14 | 14 | 15 | 12 | 12 | 12 | 12 | 12 | 12 | 13 | 13 | 13 | 13 | 13 | 13 | 13 | 12 |

Legenda:

Luogo: C = Casa; T = Trasferta. Risultato: V = Vittoria; N = Pareggio; P = Sconfitta.